# 南雲修治
南雲 修治（なぐもしゅうじ、1948年4月8日 - ）は、日本のコミックソング歌手。南雲鈴之助（「珍道中」）、ドクター南雲（「ドクター南雲とシルバーヘッドホーン」）の名義でも活動。
『女風呂の唄』や『ソウル若三杉』などのヒットで知られる。

## 概要
3浪して22歳で獨協大学に入学。浪人中に制作した『女風呂の唄』が、日本フォノグラムの目に留まる。当時『帰ってきたヨッパライ』の大ヒットを受け、各社とも一斉に「アングラレコード」をリリースしており、1970年、独協大1年生の時にリリースした『女風呂の唄』がオリコンチャート初登場76位、45,000枚のスマッシュヒットとなった。同年、『いちどは行きたい女風呂』として日活で映画化された。
1976年、「南雲鈴之助」の名義で「珍道中」として『みそ汁の詩』をリリース。これはそれほどヒットしなかったが、1978年に千昌夫がカバーしたバージョンがヒットしている。
1977年、若三杉ブームとディスコブームに便乗して、「ドクター南雲」の名義で「ドクター南雲とシルバーヘッドホーン/DJ.ウルフマン・ベティー」として『ソウル若三杉』をリリース。若三杉の出演するキッコーマンのCMソング（「ソース若三杉」）として使用された。同年、「ドクター南雲とシルバーヘッドホン/DJ.ウルフマンスージー」として、東京12チャンネル「対決!スーパーカークイズ」テーマソング『あこがれのスーパーカー』をリリース。

## 参照
1. ↑  『出演者名簿』昭和46年度版、p.290、著作権資料協会、1970年、
2. ↑  『フォークってなんだ』p.49、三橋一夫、日本放送出版協会、1979年4月
3. ↑  圏外芸能人 vol.02　ナンセンスフォークの王様は今～南雲修治という生き方～（写真・文：菅原養史）
4. ↑  『週刊明星』1970年6月14日号